# Província de Grosseto
La província de Grosseto és una província que forma part de la regió de Toscana dins Itàlia. La capital és la ciutat de Grosseto.
Banyada pel mar Tirrè, també inclou les illes meridionals de l'arxipèlag toscà: l'illa de Giglio, Giannutri i les illes menors no habitades, incloent les Formiche di Grosseto i la Formica di Burano.
Té una àrea de 4 503,12 km², i una població total de 223.259 hab. (2016). Hi ha 28 municipis a la província.